# Communauté de communes du Volvestre Ariégeois
Die Communauté de communes du Volvestre Ariégeois ist ein ehemaliger französischer Gemeindeverband mit der Rechtsform einer Communauté de communes im Département Ariège in der Region Okzitanien. Sie wurde am 30. Dezember 1996 gegründet und umfasste zwölf Gemeinden. Der Verwaltungssitz befand sich im Ort Sainte-Croix-Volvestre.

## Historische Entwicklung
Mit Wirkung vom 1. Januar 2017 fusionierte der Gemeindeverband mit 
- Communauté de communes de l’Agglomération de Saint-Girons,
- Communauté de communes du Bas Couserans,
- Communauté de communes du Canton de Massat,
- Communauté de communes du Canton d’Oust
- Communauté de communes du Castillonnais,
- Communauté de communes du Séronais 117 sowie
- Communauté de communes de Val-Couserans

und bildete so die Nachfolgeorganisation Communauté de communes Couserans-Pyrénées.

## Ehemalige Mitgliedsgemeinden
1. Bagert
2. Barjac
3. Bédeille
4. Cérizols
5. Contrazy
6. Fabas
7. Lasserre
8. Mauvezin-de-Sainte-Croix
9. Mérigon
10. Montardit
11. Sainte-Croix-Volvestre
12. Tourtouse